# Åhus
För andra betydelser, se Åhus (olika betydelser).

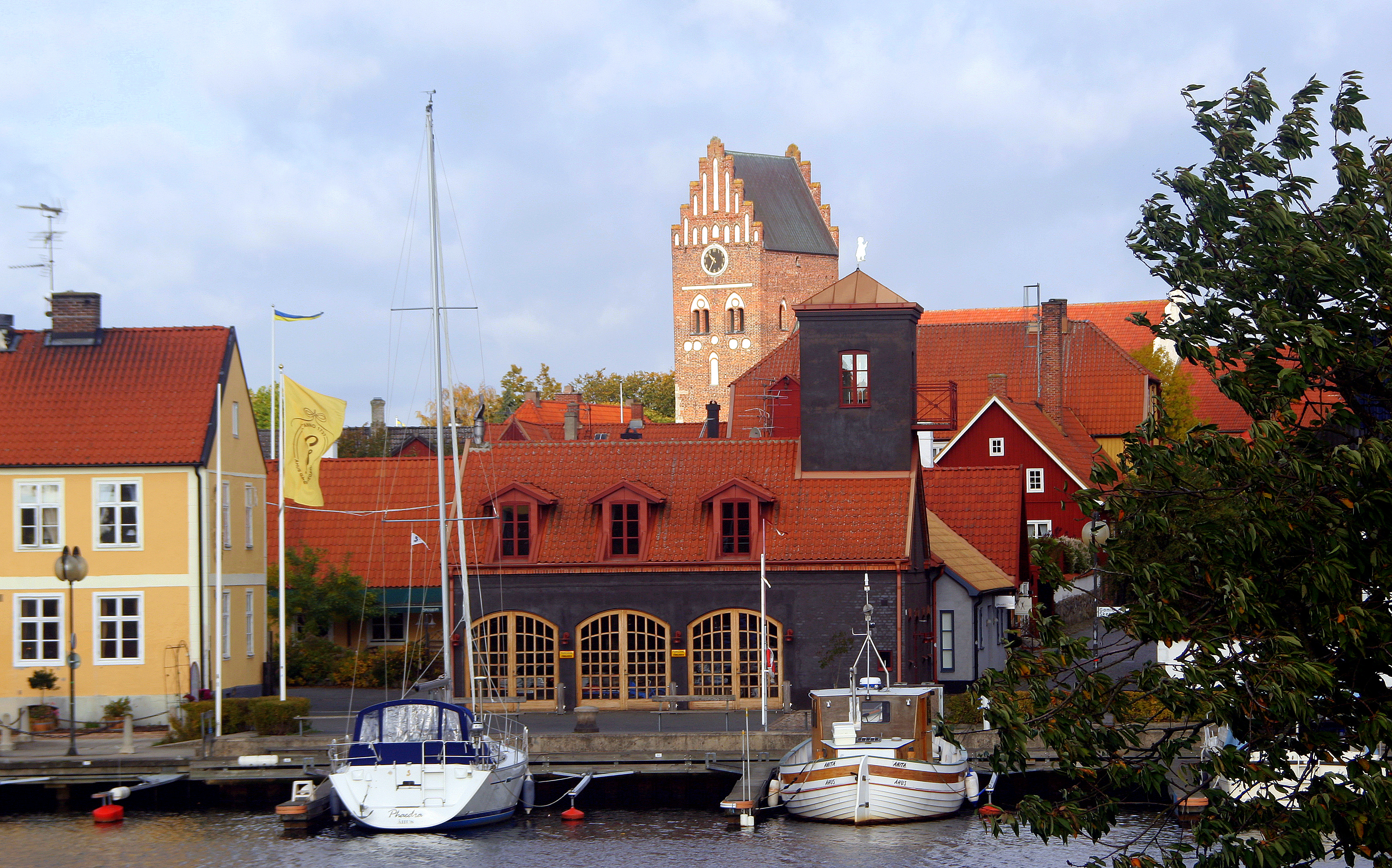
Sankta Maria kyrka och annan bebyggelse från andra sidan Helge å.

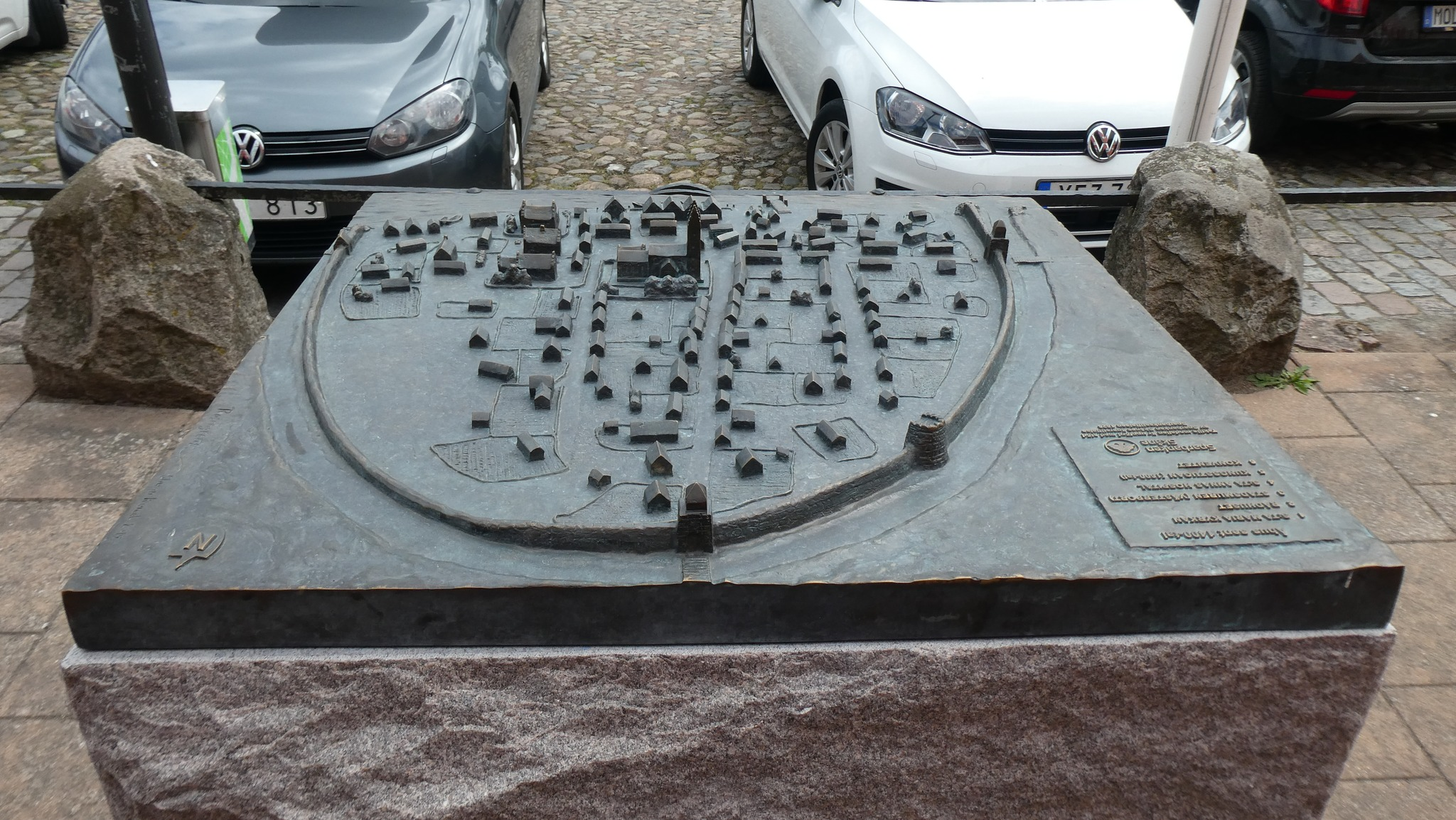
Medeltida Åhus i bronsrelief. Skapad 2019 av skulptören Schwan Kamal.

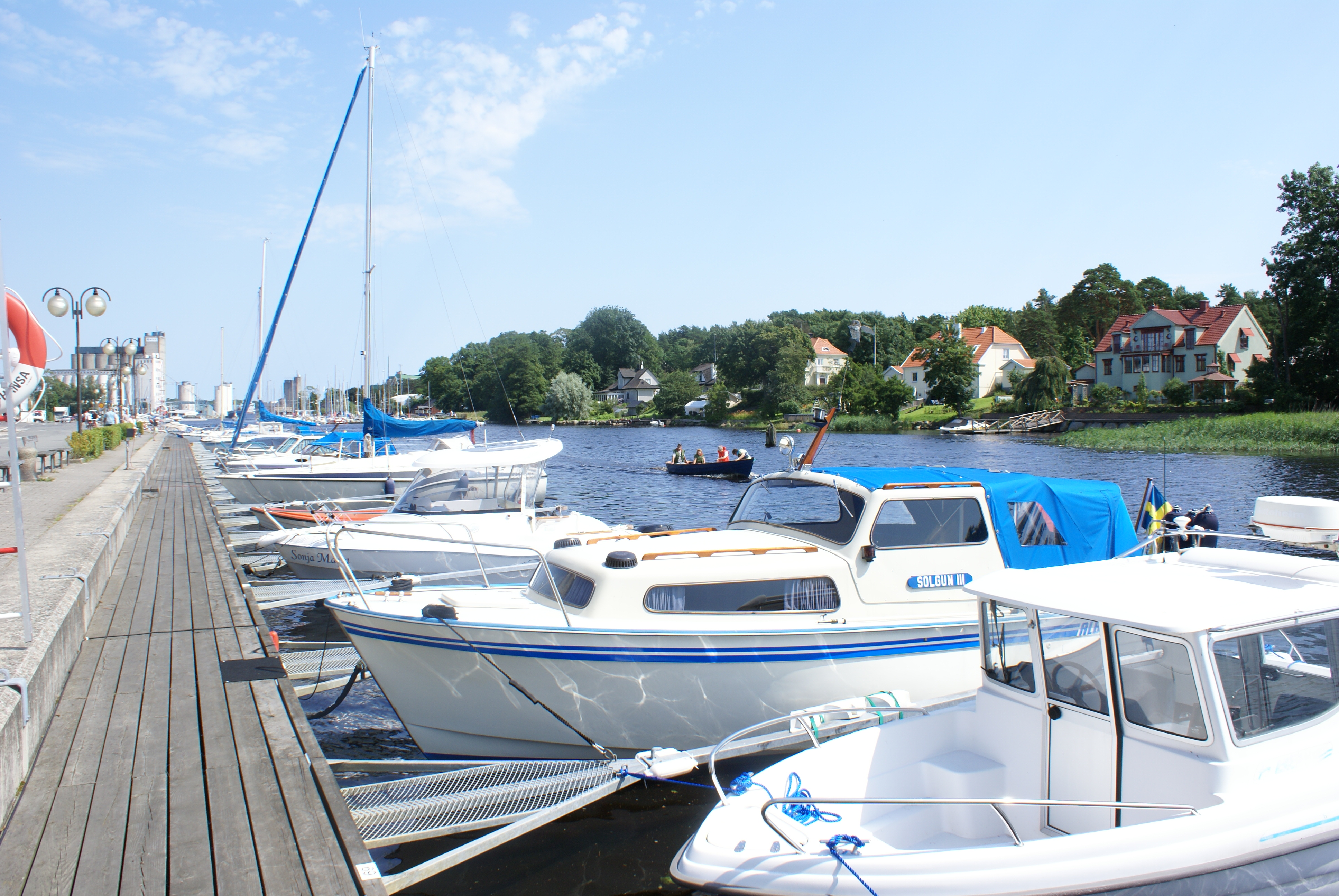
Småbåtshamnen i Åhus.

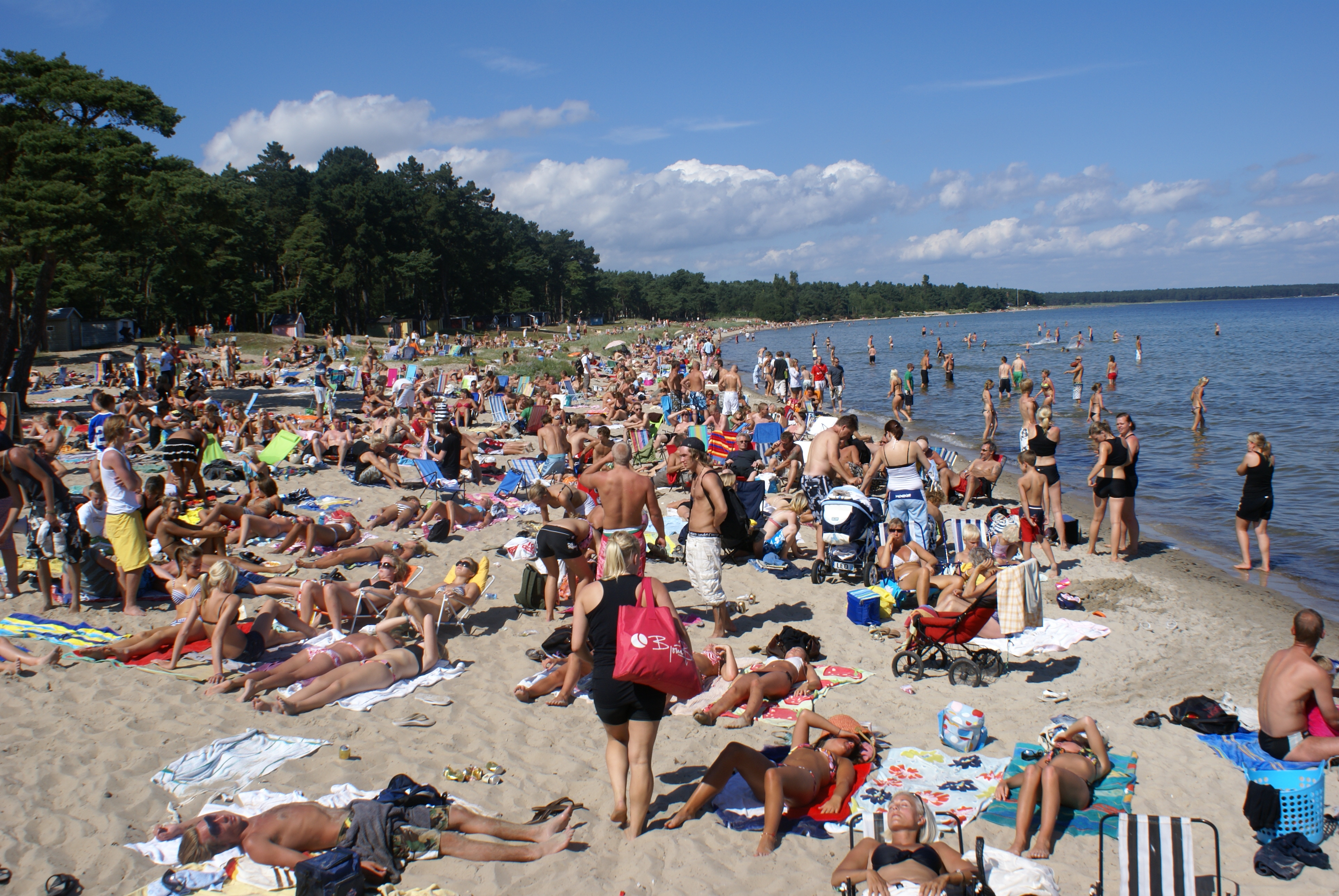
Täppetstranden.

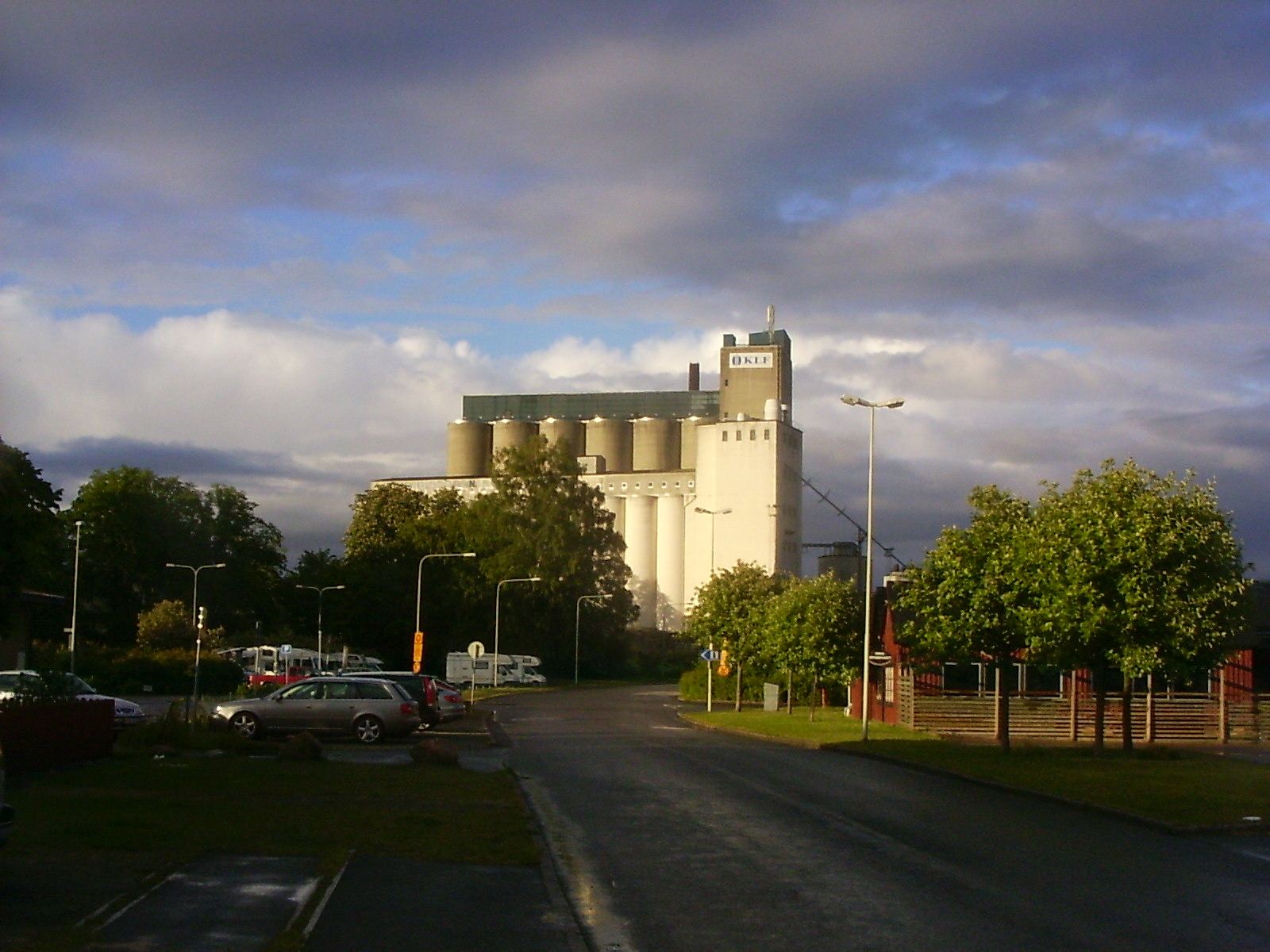
Silo i Åhus hamn.

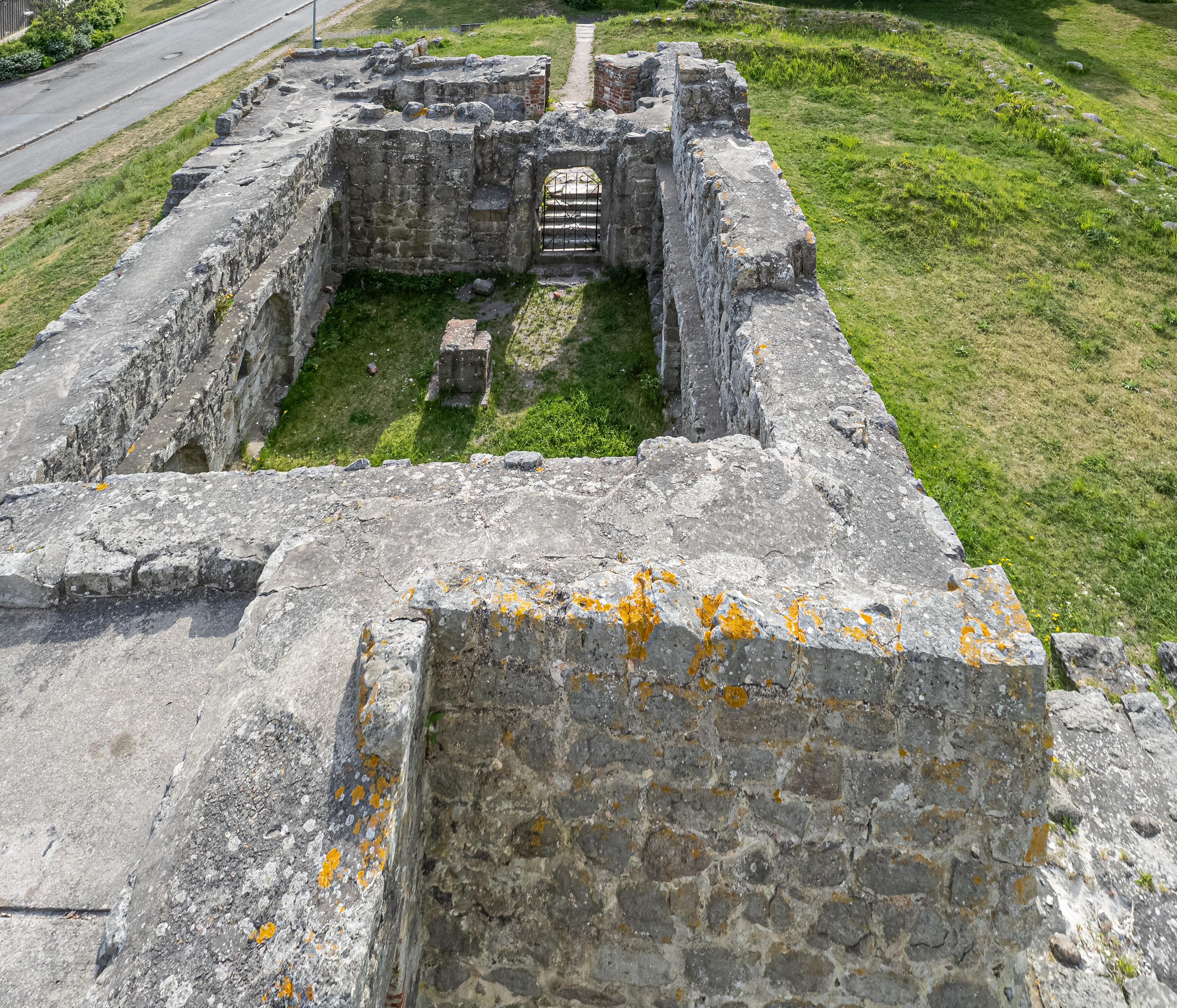
Ruiner av Åhus borg, förmodligen från 1000-talet.

Åhus är en tätort i Kristianstads kommun i Skåne län, belägen vid Helge ås norra utlopp i Hanöbukten utmed kusten som kallas för "Ålakusten". Åhus är kommunens näst största tätort, efter Kristianstad.
Åhus har 10 487 åretruntboende (2020) och en betydande sommarpopulation. Statistiska centralbyrån (SCB) avgränsade 2015 två fritidshusområden i Åhus, ett i Äspet och ett i Täppet, med 480 respektive 305 fritidshus. Varje år ordnas Åhus Beachhandboll Festival och Åhus Beachfotboll som lockar många spelare och besökare.

## Administrativa tillhörigheter
Åhus var kyrkby i Åhus socken och ingick efter kommunreformen 1862 i Åhus landskommun, där Åhus municipalsamhälle inrättades den 11 juni 1887. Åhus köping bildades 1905 genom en utbrytning ur landskommunen och en del av municipalsamhället. Resterande del av municipalsamhället överfördes 1929 och resterande del av landskommunen uppgick 1952. Köpingskommunen uppgick 1971 i Kristianstads kommun.
I kyrkligt hänseende har orten alltid hört till Åhus församling.
Orten ingick till den 1 juli 1967 i Villands tingslag och därefter till 1971 i Kristianstads domsagas tingslag. Sedan 1971 ingår Åhus i Kristianstads tingsrätts domsaga.

## Historia
Åhus historia går ända tillbaka till sen järnålder/vendeltid, då en betydande handelsplats var etablerad en bit uppströms om det nutida samhället. På 1000-talet uppfördes Åhus borg utanför staden efter kontinental förebild. Uppförandet av borgen tillskrevs länge den lundensiska ärkebiskopen Eskil, men fynd av träkol vid en arkeologisk undersökning 2010 antyder att borgen var äldre än så.
Åhus skrevs från början Aos (1296). Namnet betyder 'åmynning'. Under loppet av 1300-talet förändrades stavningen successivt till Åhus (Aahus 1330). Möjligen kan denna förändring ha skett genom lågtyskt inflytande.
Staden var en betydande handelsplats i det danska riket. Sin blomstringstid som stad upplevde Åhus under 1200- till 1400-talet, då staden lydde under och gynnades av Lunds ärkestift. Bland annat uppfördes då en stadmur i sten kring halva staden och en vall med vallgrav runt andra halvan. Ruinerna av muren är de näst bäst bevarade resterna av en medeltida ringmur i det nuvarande Sverige efter Visby ringmur. De äldsta kända stadsrättigheterna är från 1326, men enligt ortens egen tradition räknar man med att den grundades 1149, då ärkebiskop Eskil fick Åhus som förläning.
Åhus medeltida rådhus, vilket omnämns i skrift första gången 1431, är delvis bevarat i den byggnad vid torget som numera inrymmer Åhus museum.
Åhus förlorade mycket av sin betydelse i och med reformationen på 1500-talet, ett århundrade då också svenska plundringar drabbade staden hårt och bland annat förvandlade borgen till en ruin i hamnområdet. Nedgångsperioden fullbordades då Åhus förlorade sina stadsrättigheter 1617, när fästningsstaden Kristianstad grundades av Kristian IV. 1658 blev Åhus svenskt genom freden i Roskilde.
Åhus hamn hade stor betydelse för staden Kristianstad och redan på 1600-talet grävdes kanaler för att underlätta transporterna till staden. Vid Åhus grävdes den så kallade Möllerännan. Det stora kanalbygget var Graften som anlades för att undvika den grunda Yngsjösjön. På 1860-talet invallades Nosabyviken som en del i ett stort projekt som skulle skapa en invallad kanal från Kristianstad till Åhus enligt mottot Havet till Kristianstad.. Svårigheterna som vållades redan av sänkningen av Nosabyviken gjorde att projektets karaktär av utopi stod klart.

### Järnvägen
1883 kom järnvägen till Åhus då Gärds Härads järnväg (GJ) anlade sin sidobana från Everöd. Den första stationsbyggnaden, som fick namnet "Åhus", inryms i dag i ett större huskomplex och har bland annat haft funktion som dagcenter och fritidsgård med namnet "Gärdskan" och "Stinsen 13". Omlandet kring Kristianstad nådde nu hamnen i Åhus. Kanaltrafiken i Helge å led förluster och byggde som svar på konkurrensen från Gärdsbanan  Christianstad–Åhus Jernvägsaktiebolag (CÅJ) Åhusbanan 1886 över Hammarslundsvallen till Viby Rinkaby och Åhus. De båda järnvägsbolän kunde inte enas om en gemensam bangård och station i Åhus, CÅJ fick anlägga en egen station precis norr om Gärdsbanans. Namnet på denna station blev "Åhus hamn". Detta problem kvarstod fram till 1936 då Gärdsbanan, som ingick i Östra Skånes Järnvägar, köptes upp av Kristianstadsbanorna under beteckningen Christianstad–Hessleholms Jernväg (CHJ), i vilken CÅJ ingick. Gärdsbanans station avvecklades då och stationen Åhus hamn omdöptes till Åhus.
Järnvägen hade stor betydelse för utbyggnaden av hamnen i Åhus på 1890-talet. Det blev ett uppvaknande för Åhus med anläggande av industrier i hamnen. Mårten Pehrson hade en kvarn i hamnen som senare brann ner men anläggningen av Spritan i Åhus 1906 kom att få stor betydelse för Åhus. Det äldre samhället präglat av hantverk, tobaksodling fiske och jordbruk fick konkurrens av fabriksarbetare, hamnarbetare och en lokal arbetarrörelse växte fram i Åhus. Åhus Folkets Park anlades 1906 samma år som spritfabriken. Parken var inledningsvis viktig som samlingslokal för arbetarrörelsen men blev under åren alltmera en nöjespark. Arbetarrörelsens nedgång och folkparkernas tillbakagång gjorde att parken lades ner 2006 och parkområdet förföll och vanvårdades. Föreningen Nya Åhusparken bildades den 18 maj 2015, för att inte Åhusparkens gamla dansbana och område ska förfalla ytterligare. Området har varit ett centrum för nöjen och rekreation. Parken var en av Sveriges mest besökta parker. Åhus har också ett behov av ett centralt placerat parkområde.
Persontrafiken drevs till 1962 och badtågen körde inpå 1960-talet ibland med ånglok. Sedan var det enbart godstrafik på linjen. Godsmängden ökade inledningsvis genom åren och banan har successivt förstärkts. Översvämningen av Helge å 2002 som hotade Hammarslundsvallen tvingade fram låga hastighetsbegränsningar. Det så kallade vodkatåget som gick en gång i veckan från hamnen i Åhus med cirka 25 fullastade vagnar drog till sig intresse men lades ner 2018. Banan saknar nu helt reguljär trafik.

### Badort och turism
Åhuskustens långa sandstränder gjorde tidigt till badort. När järnvägen kom till Åhus i slutet av 1800-talet började man köra så kallade badtåg på Åhusbanan från Kristianstad till Åhus. Varma sommardagar kunde 4 000–5 000 personer stiga av i nuvarande Stubbagatans förlängning för att besöka Täppetstranden.
Sven Andersson byggde under 1960-talet vid Östra täppet en hotellanläggning Kantarellen med utomhusbassäng. Kantarellbadet var öppet för allmänheten. 2019 revs hotellet Kantarellen och istället uppfördes 50 bostadsrätter och hotellsviter. Kristianstad kommun planerade att bygga ett nytt badhus vid det gamla friluftsbadet. Badhusbygget ställdes in. Kommunens populäraste friluftsbad, som var en nedsliten badanläggning byggdes istället om. Havet lockar besökare till kusten. Men det är ofta är kallt i vattnet i östra Skåne. Kristianstad byggde ett spännande familjebad för att attrahera turisterna. Badet ligger vid den stora Täppetbryggan. 2014 beräknades investeringen till omkring 35 miljoner kronor. Årliga driftskostnaden blir inte mycket högre än för de gamla bassängerna. Den 6 juni 2018 invigdes badet med bassäng i ny skepnad, fräscha omklädningsrum och nya duschar. Den stora 50-metersbassängen finns kvar. Den är uppdelad i en del för lek, träning och motion 8 banor bred och resten har anslagits till familjebad, barn- och simundervisning. I familjebadet finns olika vattenattraktioner bland en liten rutschkana.

### Åhus egen kommun
Sedan Åhus inkorporerades i Kristianstad kommun har det funnits ett mindre lokalt missnöje som velat ha starkare inflytande på politiken i Åhus. Ett lokalt politiskt parti, Åhuspartiet, har funnits sedan 1994 och hade fram till 2018 representation i Kristianstad kommunfullmäktige. Men då Åhus var en egen kommun antog Åhus en stadsplan 1961 som gav upphov till starka protester. Enligt planen skulle bebyggelsen i de medeltida kvarteren vid kyrkan skövlas och ersättas med en asfalterad trafikpulsåder och betongbro. Under tiden Åhus var egen kommun hade Tyska riket ett honorärt vicekonsulat i Åhus 1900–1945 (1900-1909 vicekonsul Henrik Herman Donnér, 1850-1909, samt 1909-1945 vicekonsul Harry Wilhelm Herman Donnér, 1883-1954, RTyskÖO).  Där fanns också ett kungligt danskt vicekonsulat 1905–1936 (vicekonsul Per Zander, 1859-1936, RDDO), även det honorärt.

## Kulturhistoria

### Ålfiske
Åhus är också känt för ålfiske. En känd profil i ålnäringen var Sven Vilhelm Nilsson, som bland annat startade AB Ålexporten. Ålfisket har numera minskat i omfång, men har i stället blivit en viktig del av besöksnäringen i regionen och ett femtiotal olika nationaliteter besöker nu årligen Åhus för att uppleva ett äkta ålagille. I Åhus historia har ålabodarna haft en först en stor ekonomisk betydelse för Åhuskusten sedan med stor en tradition. Ålabodarna berättar om en av bygdens viktigaste näringar, ålafisket. Ålabodar har en placering ofta mycket nära stranden. Det aktiva ålafisket har gått stark tillbaka. Få bodar bedriver fiske fortfarande.Vissa bodar har kvar några redskap som användes för fisket. Torkställningar för nät av olika slag är vanliga. Då dessa  artefakter försvinner förlorar boden sitt sammanhang. Ålabodarnas enkla byggnader och öppna placering på stranden har ett stort samhällshistoriskt värde i Åhus och  ålafiske ger identitet för bygden.

### Socialt värdefulla miljöer
Kristianstads skollovskoloni  har ett socialhistoriskt värde som visar människors situation i samhället. Miljön berättar om sociala villkor. Skollovskolonin byggdes vid sekelskiftet 18/1900 och används fortfarande för evenemang och boende. Det tidiga 1900-talets sociala omsorg om barns hälsa var utgångspunkten för sommarlovskolonier. De placerades ofta vid havet eller på landet vid sjöar med plats för lek och rörelse. Barn från fattigare familjer  fick tillbringa sommaren på dessa kolonier. Det socialhistoriska värdet består i att byggnaden berättar om dåtidens samhälle och dess syn på barns hälsa och välbefinnande. Byggnaden byggdes i nationalromantisk stil där paneler dominerar med markerade lister, foder och farstu. Grönmålade korspostfönster och taket som är delvis valmat förstärker värdet byggnadshistoriskt och arkitektoniskt. 

### Arkitektoniskt värdefulla miljöer
En byggnad som enligt Kristianstad kommun har ett högt arkitekturhistoriskt värde genom tidstypiskt eller som särskilt framträdande och speciell för sin tid. Åhus ungdomshem uppfördes 1959, heter idag Åhusgården. Byggnadens arkitekt var Bo Lindborg som var verksam i Kristianstad. Byggnaden har  två byggnadskroppar, som förenas i ett kapprum i sydost. Delarna skiljetr sig åt arkitektoniskt. Högdelen hämtade inspiration från tidiga kyrkobyggnader och förhistoriska hallbyggnader och nationalromantik, men byggnaden speglar också sent 1950-tal. Strävpelarna och det höga takfallet  med enhetlig färgsättning, liggande panel ger byggnaden ett unikt uttryck. Den lägre entrébyggnaden är mera återhållsam.

### Befolkningsutveckling
Befolkningsutvecklingen var långsam fram till 1970 men sedan under 1970-talet började sommarstugor göras om till permanenthus och stora villaområden som Pallersområdet byggdes och befolkning  med 3500 personer på ett decennium. Sedan har utvecklingen gått långsammare men Åhus har fortsatt att växa.
| Befolkningsutvecklingen i Åhus 1900–2020                                               | Befolkningsutvecklingen i Åhus 1900–2020 | Befolkningsutvecklingen i Åhus 1900–2020 | Befolkningsutvecklingen i Åhus 1900–2020 | Befolkningsutvecklingen i Åhus 1900–2020 |
| -------------------------------------------------------------------------------------- | ---------------------------------------- | ---------------------------------------- | ---------------------------------------- | ---------------------------------------- |
|                                                                                        |                                          |                                          |                                          |                                          |
| År                                                                                     |                                          |                                          | Folkmängd                                | Areal (ha)                               |
| 1900                                                                                   | 1900                                     |                                          | 2 067                                    | †                                        |
| 1960                                                                                   | 1960                                     |                                          | 3 181                                    |                                          |
| 1965                                                                                   | 1965                                     |                                          | 3 574                                    |                                          |
| 1970                                                                                   | 1970                                     |                                          | 4 083                                    |                                          |
| 1975                                                                                   | 1975                                     |                                          | 6 125                                    |                                          |
| 1980                                                                                   | 1980                                     |                                          | 7 571                                    |                                          |
| 1990                                                                                   | 1990                                     |                                          | 8 376                                    | 911                                      |
| 1995                                                                                   | 1995                                     |                                          | 8 568                                    | 927                                      |
| 2000                                                                                   | 2000                                     |                                          | 8 681                                    | 923                                      |
| 2005                                                                                   | 2005                                     |                                          | 8 984                                    | 935                                      |
| 2010                                                                                   | 2010                                     |                                          | 9 423                                    | 963                                      |
| 2015                                                                                   | 2015                                     |                                          | 9 840                                    | 1 122                                    |
| 2020                                                                                   | 2020                                     |                                          | 10 487                                   | 1 189                                    |
| Anm.: Sammanvuxen med Östra sandar 2015. † Befolkning runt ett municipalsamhälle 1900. |                                          |                                          |                                          |                                          |

## Stadsbild

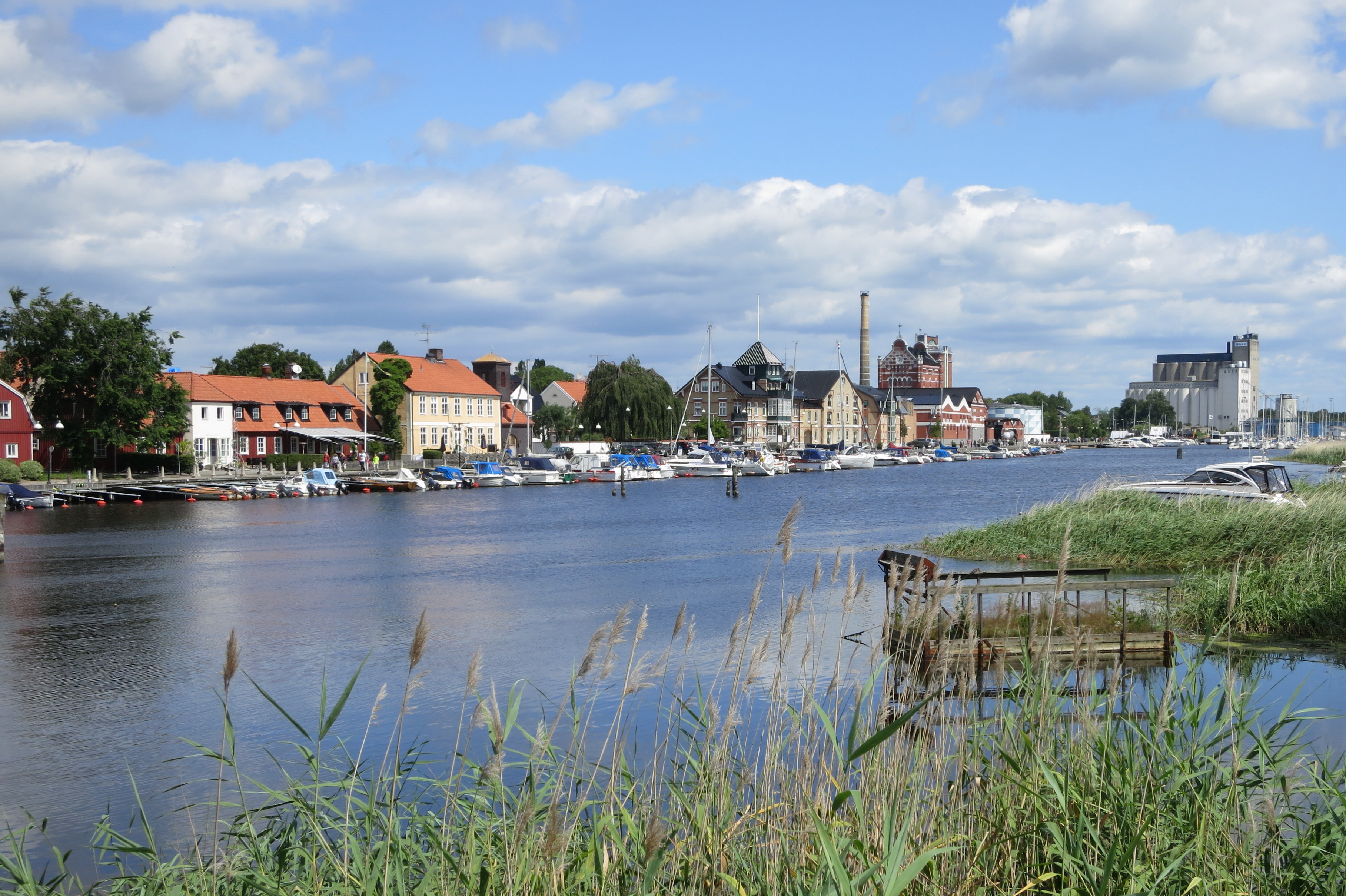
Åhus från Helge å.

Centrum ligger norr om Helge å och består av mindre gränder och ett torg med tillhörande kyrka. Området har en äldre bebyggelse med stora historiska och kulturella värden. Området som ligger söder om Helge å, på Yngsjö-sidan, heter Äspet. Det var tidigare mestadels fritidshus men har blivit permanentbostäder på senare år. 
Området mot stranden norrut heter Täppet. Även i detta område har många hus blivit permanentbostäder.  En vägsamfällighet i Åhus har en vägförening som heter Östra Täppet och Östra Sand Samfällighet. I samfälligheten ingår 1 400 fastigheter och föreningen bär huvudansvaret för stora vägsträckor i Åhus. Antalet medlemmar gör samfälligheten till en av Sveriges största vägföreningar. Det är en följd av att området varit ett sommarstugeområde tidigare. Vid Täppet ligger Kantarellenbadet och semester- och konferensanläggningen Åhus Seaside som har ersatt hotellet Kantarellen.Mellan Täppet och centrum ligger området Paradiset, och längre åt nordöst ligger området Östra sand.
I nordväst ligger villaområdet Pallersområdet. På andra sidan om väg 118 ligger Vannebergaområdet. Det två senare är utpräglade villaområden byggda från 1970-talet och framåt. Söder om Pallersområdet ligger Vattentornsområdet med ett verksamhetsområde och sydväst om Åhus ligget bostadsområdet Transval som är relativt nytt.

## Näringsliv
Hamnen är ett viktigt verksamhetsområde i Åhus. Ortens viktigaste industrier är franskägda spritfabriken i Åhus (tidigare Vin & Sprit) som drivs av  och tillverkar Absolut Vodka i fabriken. The Absolut Company har tillverkningsindustri och besökscentrum för turism. Den så kallade Spritkyrkans arkitektur bidrar till stadsbilden med höga arkitektoniska kvaliteter. Hamnen har tung industri, och förutom hamnverksamheten finns företag med omfattande miljötillstånd för sin verksamhet. Knauf Danogips är en fabrik för gipsskivor i Åhus hamn. I hamnen finns tre företag med siloanläggningar som tillverkar djurfoder och lagrar och säljer spannmål. Där finns också ett företag inom branschen konstgödning. Hamnens trafik leds via hamnleden med tunga transporter. 
Vid Täppetstranden finns en motpol till hamnen med verksamheter inom hotell/restaurang och stranden bidrar till utveckling av besöksnäringen genom bad och stora beach-turneringar. Turismen har varit viktig för Åhus under 1900-talet och sommartid växer befolkningen kraftigt.
Andra större verksamhetsområden finns utanför Åhus historiska centrum. Väster om Kristianstadvägen finns ett verksamhetsområde upplåtet för en blandning av serviceföretag och industri. Området byggdes i slutet av 1970-talet. På området finns Åhmans i Åhus som tillverkar hisskorgar och hissinredningar. Området har en låg exploatering utifrån nu gällande norm för verksamhetsmark. 
Det senast anlagda verksamhetsområdet finns i norra Åhus utmed väg 118. Området har tre kvarter ett ännu ej helt utbyggt. Tätheten i exploateringen är lägre än modern effektiv markanvändning. Ett nytt verksamhetsområde planeras i västra Åhus norr om Flötövägen där  Ateljé Lyktan har en fabrik i Åhus. Möbeldesignbyrån Blå Station ligger på samma område. Området ska hysa  industrier. Efterfrågan på verksamhetsmark finns i Åhus. Befintliga industrilokaler till salu och för uthyrning finns också och en modell med fastighetsbolag som bygger och hyr ut lokaler till mindre verksamheter finns på Horna verksamhetsområde.
De största företagen i Åhus har inte sitt huvudkontor där och finns inte med i listan över större företag i Åhus. Knauf Sverige har omkring 140 anställda. Absolut har omkring 280 anställda i Åhus och på bränneriet i Nöbbelöv. Ateljé Lyktan Aktiebolag hade 2024 138 anställda och näst störst var Malmberg Water AB med 78.Serviceföretagen Alm Psykiatri AB hade 50 anställda och Åhus Rent & Sea AB hade 45 medan Nya Hemtjänsten Syd AB hade lika många. Därefter kom Rinkaby Rör Aktiebolag med 38 och Åhmans i Åhus AB med 35 anställda. 

## Service
Åhus har flera dagligbutiker som tillhör kedjorna ICA, Willys och Konsum. Utbudet av restauranger är stort. 

### Skolor och barnomsorg
I Åhus finns tre grundskolor, varav två låg-mellanstadieskolor, Sånnaskolan  i Åhus invigdes höstterminen 2020. Skolan har årskurserna F-6. Skolans namn anknyter till det kulturlandskap med magra och sandiga marker. Skolan cirka  540 elever och 80 personal. Skolan har tre paralleller och dessutom montessoriklasser med sammanlagt 22 klasser. Villaskolan ligger vid infartsvägen till Åhus i en vacker tallskog. Skolan har säkra cykel- och gångvägar. Skolan har cirka 320 elever F-6. Åhus högstadieskola heter  Rönnowskolan. Det finns flera förskolor i Åhus kommunala, privata, kooperativa och med montesoriinriktning,

### Äldreboende
Möllebackshemmet är ett äldreboende med 32 lägenheter i markplan indelade fyra enheter. Lägenheterna är omkring 34 kvadratmeter med egen dusch och toalett samt pentry med diskbänk och kylskåp. Underhållning erbjuds en gång i månaden. Frisör och fotvård besöker hemmet. Varje enhet har två personal dagtid och en på kvällstid. På natten är hemmet bemannat med två personal.

### Bankväsende
Åhus sockens sparbank grundades 1869 och var en fristående sparbank fram till 1972, när den uppgick i Kristianstads sparbank. Kristianstad Sparbank ingår i Sparbanken Skåne. Kristianstads enskilda bank öppnade ett avdelningskontor i Åhus den 1 april 1892. Denna bank uppgick sedermera i Handelsbanken. Både Sparbanken Skåne och Handelsbanken hade 2024 fortfarande kontor i Åhus.

## Föreningsliv
Det finns många lokala föreningar, däribland 23 idrottsföreningar. Kristianstad Golfklubb är en hundraårig klubb med två golfbanor. Klubben är en stor arbetsgivare i Åhus med 24 anställda. Åhus Handboll arrangerar årligen Åhus Beachhandboll  på täppetstranden.